# Revolució de Cantàbria de 1934
La Revolució de 1934 a Cantàbria (llavors Província de Santander) no va arribar a tenir la gravetat que a la veïna Astúries (veure Revolució d'Astúries de 1934) o Catalunya (Fets del sis d'octubre). No obstant això les vagues i enfrontaments van deixar un saldo d'onze morts i nombrosos detinguts i processaments per Consells de Guerra.

## La vaga general a Espanya
Després de les eleccions generals del 19 de novembre de 1933, en les quals venç la Confederació Espanyola de Dretes Autònomes (CEDA) amb 115 escons, seguida pel Partit Republicà Radical (104 escons) i el Partit Socialista Obrer Espanyol (PSOE, 58 escons), els radicals formen un govern en minoria presidit per Alejandro Lerroux i amb el suport de la CEDA. Passats uns mesos, a l'octubre de 1934, la CEDA exigeix una remodelació del govern radical per seguir donant-li suport; en aquesta remodelació s'havien d'incloure ministres cedistes. Davant això, el President de la República, Niceto Alcalá-Zamora insisteix Lerroux en la inclusió de tres ministres de la CEDA al govern. És l'entrada d'aquests cedistes al govern, i la negativa de les forces d'esquerra al fet que això succeís, el que dona lloc als successos revolucionaris.
El dia 5 d'octubre la Unió General de Treballadors comença una vaga general en Madrid, que no és secundada per la Confederació Nacional del Treball; la CNT només donaria suport a la UGT a la regió asturiana. Al País Basc la UGT dona suport a la vaga, mentre que els partits nacionalistes no ho fan. A Catalunya els nacionalistes d'Esquerra Republicana de Catalunya proclamen l'Estat Català dins de la República Federal Espanyola. A Astúries la unió de socialistes, anarquistes i també comunistes, ben organitzats, aconsegueix el control de la província, incloent les seves fàbriques d'armes. Davant aquests fets el govern es decideix a manar a l'exèrcit a Astúries i Catalunya, emprat també a altres zones.

## Cantàbria
A Cantàbria la vaga va començar el dia 5 d'octubre i va acabar el 16, encara que Torrelavega no va tornar a la normalitat fins dos dies més tard, el 18. Durant aquestes dues setmanes van perdre la vida en diferents enfrontaments un total d'onze persones, sent altres ferides. Els enfrontaments es van produir principalment a les zones urbanes, industrials i mineres de Cantàbria (Santander, Torrelavega, Valle de Buelna, Reinosa, Las Rozas de Valdearroyo, Piélagos, Astillero, Villaescusa...) mentre que les zones rurals continuaven tranquil·les (en ser aquestes zones en les quals les forces revolucionàries no tenien gairebé presència). Els revolucionaris van intentar tallar l'entrada de subministraments a Santander, però finalment les tropes de l'exèrcit que van arribar primer de Santoña i després de Burgos van prendre el control de la situació i van usar la regió com a rereguarda per a les operacions que es desenvolupaven a Astúries.
Com a conseqüència d'aquests fets es va deslligar una enorme repressió, sent detinguts i jutjats en Consell de Guerra nombrosos obrers (per exemple els membres del comitè de vaga de Mataporquera van ser condemnats a Burgos a entre dotze i vint anys de presó per rebel·lió militar),i alguns moriren a la presó; motls altres obrers van perdre la feina. Els alcaldes i regidors de corporacions esquerranes, com la de Valle de Camargo, van ser destituïts, jutjats i empresonats i substituïdes per corporacions dretanes. Van ser tantes les persones empresonades que, al no haver-hi prou lloc a les presons de Cantàbria, es va haver d'habilitar un vaixell, l'Alfonso Pérez, que es faria tristament famós de nou com a presó temps després durant la Guerra Civil a Cantàbria. Les Casas del Pueblo socialistes van ser clausurades.
Els fets que van esdevenir durant la revolució, i la repressió ocorreguda després, serien utilitzats pels partits polítics des de 1934 fins al començament de la guerra, especialment durant la campanya de les eleccions generals de 1936.
Dia 5 d'octubreA Cantàbria la vaga va començar el dia 5 d'octubre, principalment en els nuclis industrials de la regió. Així en la conca del Besaya els obrers industrials inicien l'atur a les cinc de la tarda, sumant-se poc després a aquests els treballadors de l'hostaleria i el comerç. A Santander hi ha alguns incidents en Nueva Montaña-Quijano. A Camargo també paren els obrers de Standard Eléctrica, Cros, etc.

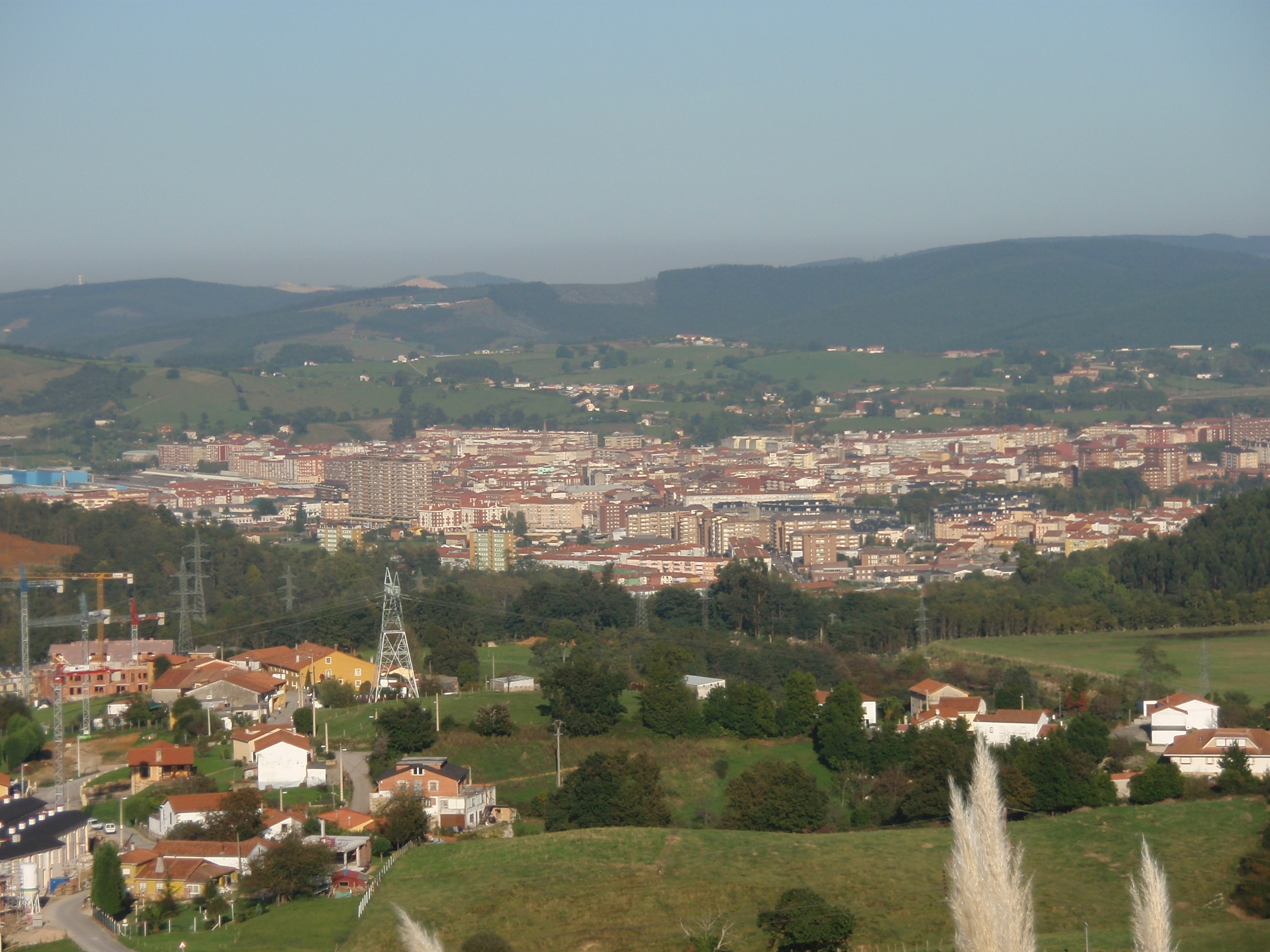
Vista de Torrelavega, capital de la comarca del Besaya i epicentre de la Revolució de 1934 a Cantàbria

Dia 6 d'octubreEl segon dia de vaga es multipliquen els incidents greus, sobretot a l'àrea de Torrelavega. Els revolucionaris incendien l'església de Sierrapando, tallen les comunicacions telefòniques, intenten tallar el ferrocarril Santander-Torrelavega, comencen l'assalt a l'Ajuntament, cremen l'església parroquial de Torrelavega, volen la conducció d'aigües a Campuzano, el transformador de Sierrapando, el pont de Cohicillos, l'església de Mercadal i s'enfronten a les forces d'ordre públic en Viérnoles. A Barreda i Cartes tallen les carreteres i s'enfronten a la Guàrdia d'Assalt. Com la majoria forces del quarter de la Guàrdia Civil de Torrelavega ha anat a Los Corrales de Buelna a sufocar incidents, els guàrdies restants tracten de controlar als vaguistes de la ciutat efectuant trets a l'aire: així fereixen a una jove que mirava des de la balconada de la seva casa, a més de matar a un obrer de la Granja Poch. En la tarda del dia 6 arriben forces d'infanteria des de Santoña, que declaren l'Estat de Guerra. Ja a la nit succeeix un nou incident en ser tirotejada a Torres una furgoneta en la qual patrullaven la ciutat sis guàrdies civils de Potes i Renedo acompanyats per cinc falangistes; en el tiroteig mor un dels falangistes i són ferits uns altres dos i dos guàrdies.
Dia 8 d'octubreEls treballadors de les mines de Camargo se sumen a la vaga general.
11 d'octubreMembres de la Guàrdia Civil maten l'alcalde socialista de Polanco quan intentava fugir per a evitar la seva detenció.
16 d'octubreEls treballadors es reincorporen als seus llocs de treball en la majoria de la regió, finalitzant la vaga i els enfrontaments en la major part de Cantàbria.
18 d'octubreLa comarca de Torrelavega recupera la normalitat després de tretze dies de vaga, lluites i incidents greus protagonitzats pels obrers i les forces del govern.